# Agapetus laniger
Agapetus laniger là một loài Trichoptera trong họ Glossosomatidae. Chúng phân bố ở miền Cổ bắc.